# Фальчепінг
Фальчепінг — місто та адміністративний центр комуни Фальчепінг, лен Вестра-Йоталанд, Швеція з 16 350 жителями в 2010 році.

## Історія

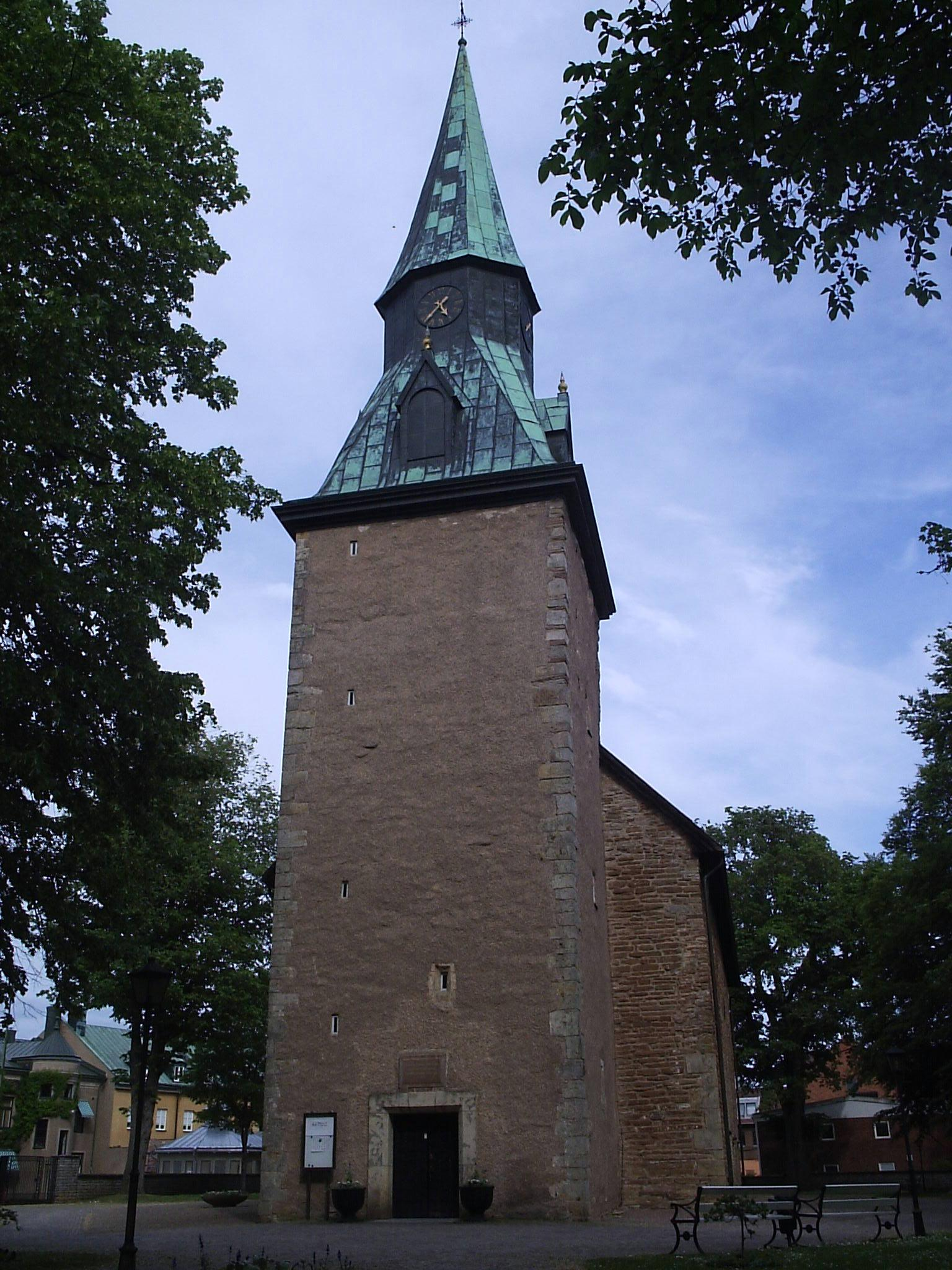
Церква св. Олофа, Фальчепінг

Про місто Фальчепінг вперше згадується в ісландській Rimbegla (близько 1100 р.), а також в Вестерготському законі. Це також було важливим місцем паломництва завдяки своїй церкві XII-го століття, присвяченої Святому Олафу (Sankt Olofs kyrka). Місто готувалося до закриття протягом XVI-го століття і навіть спалювалося Данією під час Північної семирічної війни. Проте місто збереглося і було відновлено.
Фальчепінг або Фальбюгден (коли мається на увазі сільськогосподарська місцевість, в якій знаходиться Фальчепінг) широко відомий своїми стародавніми залишками кам'яної доби, бронзової доби і залізної доби. Місто розташоване між двома плато: Mösseberg і Alleberg. Місцевість було заселене з кінця льодовикового періоду і підтримувалось людьми протягом останніх 6000 років. Найдавніша знахідка є у формі мегаліту, яка називається дольменом, що датується 3400 р. до н. е. але є також 28 коридорних гробниць з 3300 р. до н. е.
Також тут було знайдено кілька кам'яних ящиків, які можна віднести до більш ранньої кам'яної доби (Senneolitikum) 2400—1500 до н. е. Вважається, що вони побудовані або натхненні мандрівниками з тих країн, де такі могили зазвичай будувалися. Фальчепінг — єдине місто в Європі з такою кількістю мегалітичних могил.

## Легенда про вершників Аллєберга
Згідно з локальним фольклором, коли місто Фальчепінг є у небезпеці, гора Аллєберг має впасти та відкрити військо лицарів, які усунуть небезпеку. Вони відомі як Ållebergs Ryttare (Вершникі Аллєберга).

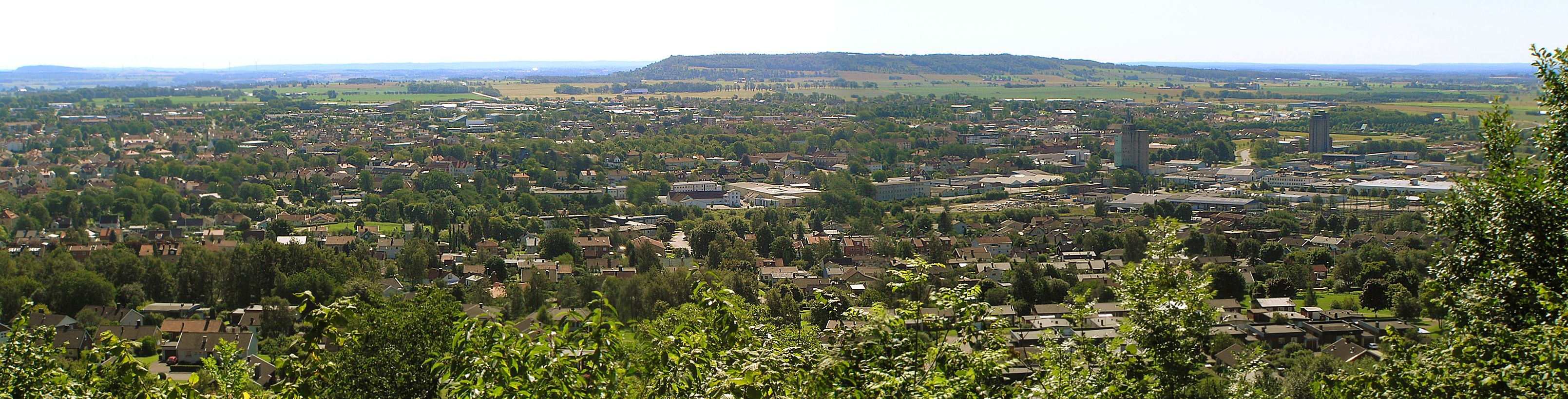
Фальчепінг з Мессеберга з Аллєбергом на фоні

## Видатні особистості
- Генрі Карлссон — шведський футболіст, що грав на позиції центрфорварда за АІК, мадридський «Атлетіко» та національну збірну Швеції. По завершенні ігрової кар'єри — футбольний тренер. Також відомий як Гарвіс Карлссон.
- Мікаель Нільссон — шведський футболіст, що грав на позиції захисника.
- Юнас Терн — шведський футболіст, що грав на позиції півзахисника. По завершенні ігрової кар'єри — футбольний тренер. Гравець та багаторічний капітан національної збірної Швеції. Найкращий шведський футболіст 1989 року.